# Mas del Parsifal
El Mas del Parsifal és una masia considerada com un monument protegit com a bé cultural d'interès local del municipi de Reus (Baix Camp). També és conegut com a Mas del Fàbregas.

## Descripció

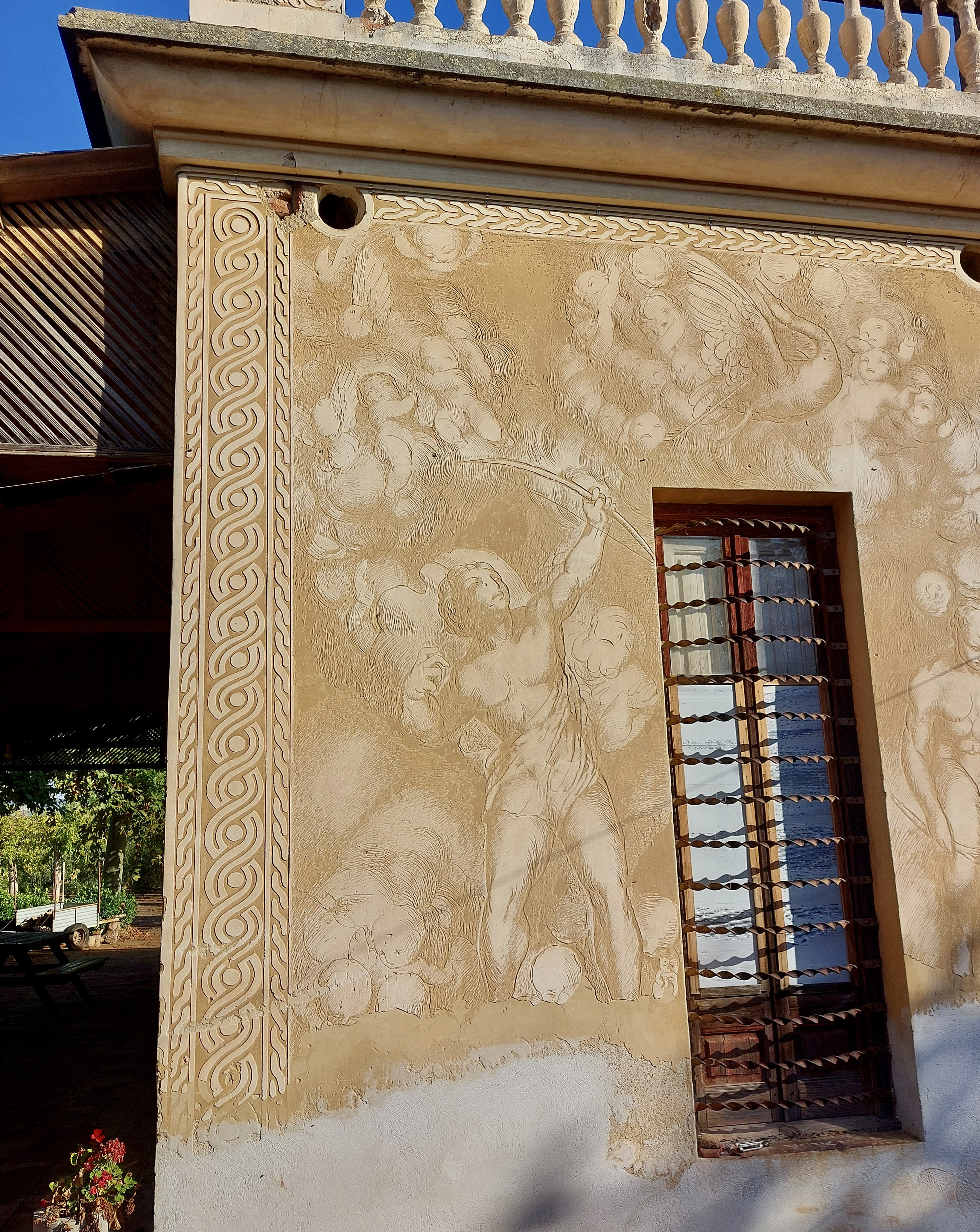
Esgrafiat, detall. Mas del Parsifal

A la vora dreta del barranc del Sabater, que és el bocí final del Barranc dels Capellans, al sud de la carretera d'Alcolea. És un edifici senzill, de planta baixa que conserva una molt interessant decoració tant a l'interior com a l'exterior. El seu propietari, Ramon Fàbregas, germà del polític i banquer Evarist Fàbregas i Pàmies, va dedicar-se durant molts anys a realitzar estucats i esgrafiats decoratius i va voler decorar la seva petita casa de camp. Al voltant de la història de Parsifal, decora les dues façanes principals, representant passatges de l'òpera i del mite. Les escenes són de grans proporcions, on es representen figures humanes a mida natural, que mostren la destresa de l'autor. Les dues façanes laterals les decoren temes recurrents del mite, com el calze, i coloms, propis de la temàtica wagneriana. Trobem sobre les dues portes del mas les inicials del propietari, R.F., el nom de Parsifal i la data d'execució, 1914. Els esgrafiats de la sala central a l'interior de l'edifici recreen un jardí, a les parets es representen troncs d'arbres que escampen el seu fullatge cap al sostre. El terrat, a la catalana, el tanca una barana de balustres. A un costat del terrat s'alça una torre, també amb esgrafiats, que conté un estudi en el seu interior.

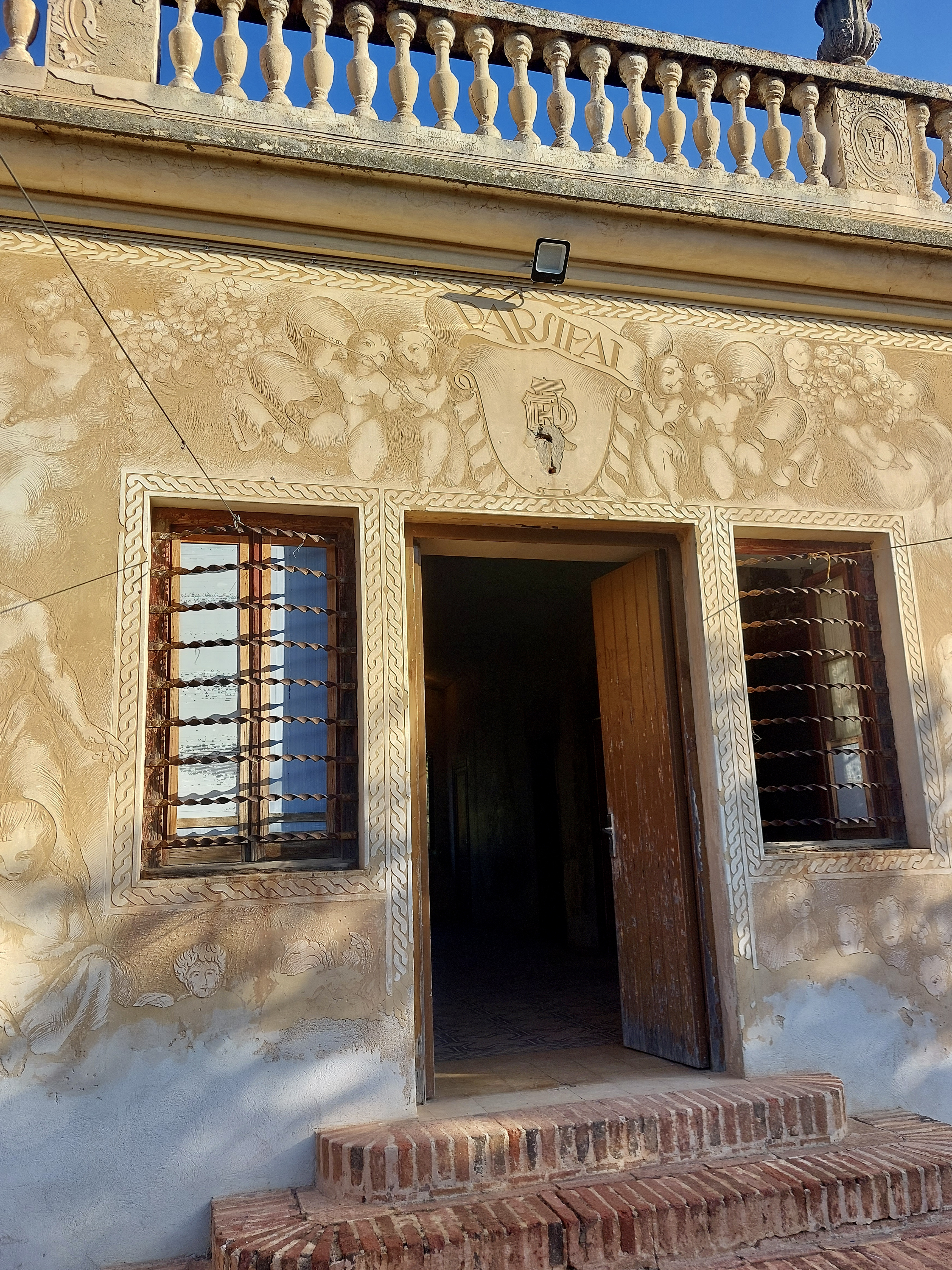
entrada al mas

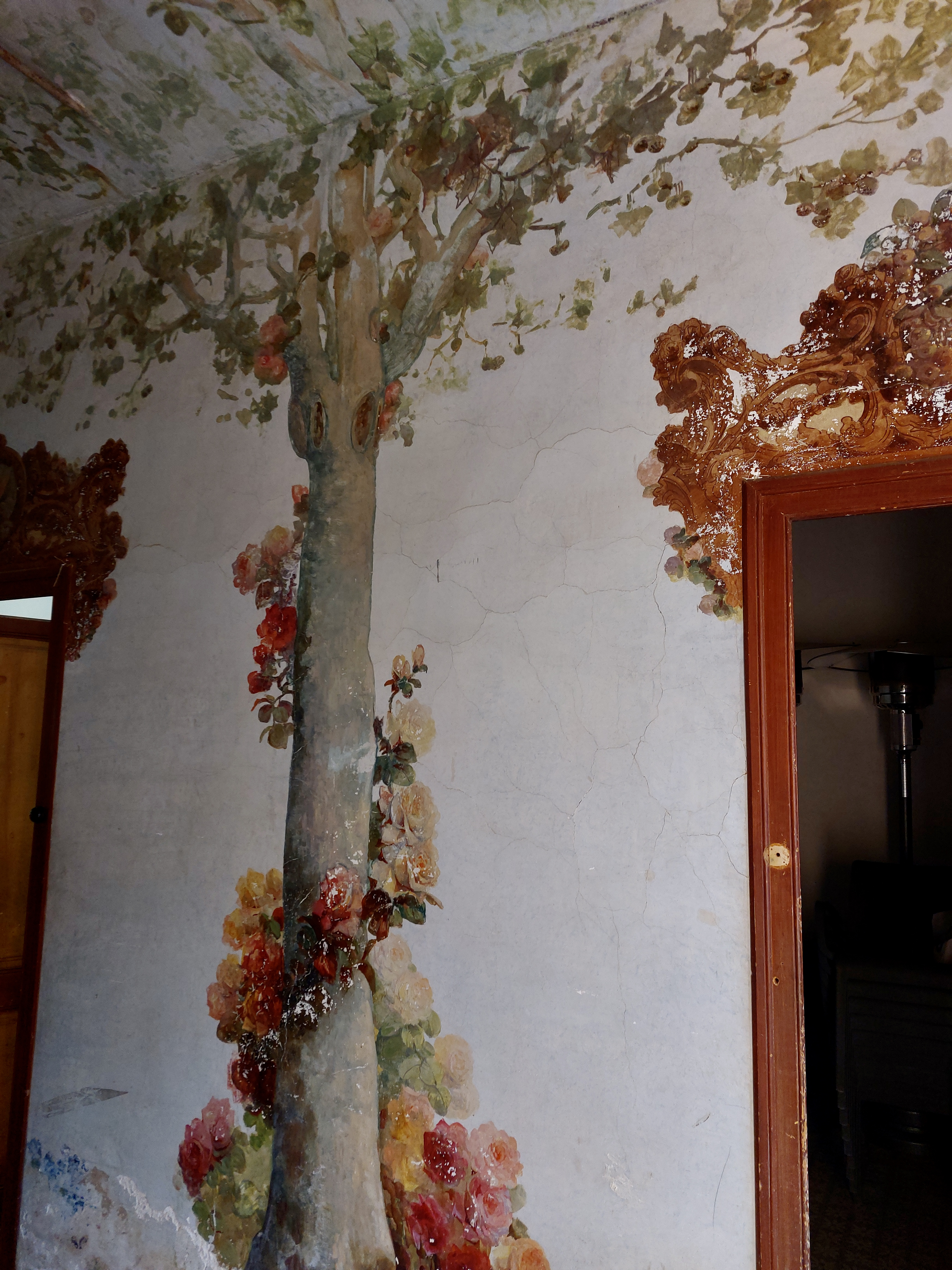
Decoració a l'interior del mas

## Història
Ramon Fàbregas era membre de l'Associació Wagneriana de Barcelona, entitat que aconseguí que es representés per primer cop al món l'òpera Parsifal, al Liceu de Barcelona, ja que hi havia la prohibició de representar-la fora de Bayreuth abans de 1914. Per a aconseguir-ho van començar la representació poc abans de la mitja nit del 31 de desembre de 1913 i l'obra acabà passades les cinc de la matinada de l'1 de gener de 1914. Fàbregas, entusiasmat, va voler perpetuar el fet al seu mas. Cap al 1954 una part de la finca, que baixa fins a la vora del Camí del Roquís, va ser ocupada per una indústria.